# Syngaminae
Die Syngaminae sind eine Unterfamilie der Fadenwürmer mit sieben Gattungen, die als Parasiten im Atmungssystem von Säugetieren und Vögeln, in der Niere von Schweinen oder im Darm von Eigentlichen Stachelschweinen vorkommen.

## Merkmale
Die Mundhöhle ist rundlich und besitzt eine sechseckige Öffnung. Die Längsverdickung im Mundhöhlendach ist nicht vorhanden, die Basis der Mundhöhle hat mehr als drei Zähne. Die Begattungstasche (Bursa copulatrix) der Männchen weist vier Äste zur rückenseitigen Bursarippe auf.

## Systematik
Das ursprünglich als Familie Syngamidae angelegte Taxon wurde in der älteren Systematik in drei Unterfamilien gegliedert:
- Archeostrongylinae: Darmparasit bei Stachelschweinen
- Stephanurinae: Parasiten der Niere der Schweine
- Syngaminae: Parasiten des Atmungssystems von Säugetieren und Vögeln

Nach neuerer Systematik wird das Taxon als Unterfamilie in die Familie Strongylidae eingeordnet und die vorgenannten Unterfamilien als Tribus herabgestuft. Nach dieser Einteilung unterscheidet man:
- Tribus Archaeostrongylini mit der Gattung Archeostrongylus Biocca & Ferretti, 1958
- Tribus Stephanurini mit der Gattung Stephanurus Diesing, 1839
- Tribus Syngamini mit den Gattungen
  - Boydinema Barus & Tenora, 1972
  - Cyathostoma E. Blanchard, 1849
  - Mammomonogamus Ryjikov, 1948
  - Rodentogamus Sadovskaja, 1950
  - Syngamus Siebold, 1836